# درشاي
قرية درشاى هي إحدى القرى التابعة لمركز الدلنجات في محافظة البحيرة في جمهورية مصر العربية. حسب إحصاءات سنة 2006، بلغ إجمالي السكان في درشاى 6201 نسمة، منهم 3177 رجل و3024 امرأة.

## التاريخ
قرية درشاي من القرى القديمة، واسمها الأصلي وقت الفتح الإسلامي لمصر هات شات وهات شاو (بالإنجليزية: Hat chat - Hatch chaou)‏، وقد وردت باسم درسا في أعمال حوف رمسيس ضمن قرى الروك الصلاحي التي أحصاها ابن مماتي في كتاب قوانين الدواوين، كما وردت باسم درشا ودرشو في أعمال البحيرة ضمن قرى الروك الناصري التي أحصاها ابن الجيعان في كتاب «التحفة السنية بأسماء البلاد المصرية». وفي العصر العثماني كان اسمها في تربيع سنة 933هـ/1527م الذي أجراه الوالي العثماني سليمان باشا الخادم في عصر السلطان العثماني سليمان القانوني درشا ودرشو ضمن قرى ولاية البحيرة، وفي تاريخ 1228هـ/1813م الذي عدّ قرى مصر بعد المسح الذي قام به محمد علي باشا باسم درشاي ضمن قرى مديرية البحيرة.